# فوغيرا (بافيا)

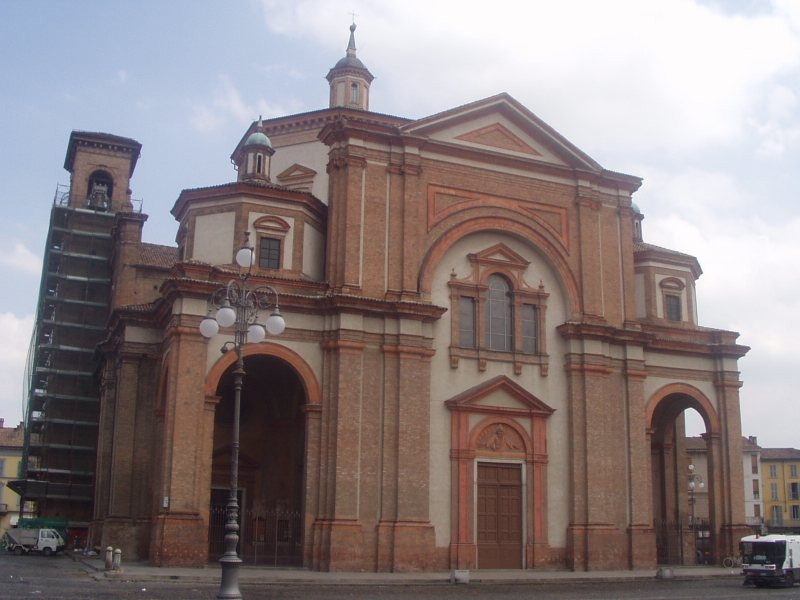
The Cathedral of Voghera.

فوغيرا (بالإيطالية: Voghera)‏، بلدة إيطاليا في إقليم لومبارديا وضمن مقاطعة بافيا. وهي تقع على بعد 30 كلم جنوب - جنوب غرب مدينة بافيا، على ستافورا (رافد للبو).

جيرانها ينتجون الكثير من الحرير، فضلا عن الذرة والنبيذ، كما تنشط التجارة.

## السكان
في سنة 1861 بلغ عدد السكان 12٬514 نسمة، وتطور العدد ليصل في سنة 2011 لـ 38٬174 نسمة.
يظهر هذا المخطط البياني تطور النمو السكاني لـ فوغيرا (بافيا)

## توأمة
لفوغيرا (بافيا) اتفاقيات توأمة مع كل من:
- لاينفلدن-إشتردينغن
- مانوسك
- شايان

## أعلام
- ماريو ريبيشي
- جيوفاني أنطونيو أميديو بلانا
- القديس روش
- كلاوديو بوليزي
- جيوفاني باريزي
- بول مونتانا
- باولو جيجليوني
- كارلو بانديرولا
- ماورو كاليجاريس